# Гарлоев, Виталий Яковлевич
Виталий Яковлевич Гарлоев (15 марта 1931 года — 12 августа 2015 года) — советский хоккеист с мячом, судья всесоюзной категории (1978), заслуженный тренер России (хоккей на траве, 1996).

## Биография
Начал играть в хоккей с мячом в Петрозаводске в школе «Спартака».
Выступал в ряде петрозаводских (1948—1958) и ленинградских (1958—1960) клубов. В высшей лиге чемпионата СССР провёл около 190 игр, забив 9 мячей.
В 1963 году заочно окончил Государственный институт физической культуры имени П. Ф. Лесгафта.
С 1967 года занимался судейством. В 1970—1982 годах судил матчи чемпионатов СССР по хоккею с мячом и хоккею на траве.
Судья всесоюзной категории (1978).
По окончании игровой карьеры был главным тренером команды по травяному хоккею «Волны» (Ленинград) в 1969—1991 годах.
В 1992 — старший тренер школы «Балтики» (Санкт-Петербург). С 1993 года тренер футбольной школы «Красной зари» (Санкт-Петербург).
Внёс значительный вклад в развитие хоккея с мячом и хоккея на траве в Санкт-Петербурге.